# Parafia św. Floriana Męczennika w Mogielnicy
Parafia św. Floriana Męczennika w Mogielnicy – parafia rzymskokatolicka należąca do dekanatu mogielnickiego, archidiecezji warszawskiej, metropolii warszawskiej Kościoła katolickiego.

## Historia
Parafia istniejąca od 1895 (rok wzniesienia neogotyckiego kościoła). Wcześniej w Mogielnicy istniała parafia Trójcy Świętej. Najpierw w Mogielnicy istniała parafia Trójcy Świętej o której wzmianka jest już w 1535 roku. 

### Kościół parafialny
W latach 1892–1895 wzniesiono nowy neogotycki kościół, według projektu Władysława Marconiego, pod wezwaniem św. Floriana Męczennika.

## Grupy parafialne
Akcja Katolicka, Kółko Różańcowe, Ministranci, Schola, Chór Parafialny.

## Pielgrzymki
- 7 sierpnia w Mogielnicy zatrzymuje się Warszawska Pielgrzymka Piesza na Jasną Górę
- W dniu Zesłania Ducha Świętego z Mogielnicy wychodzi piesza pielgrzymka do Lewiczyna